# Kruštík růžkatý
Kruštík růžkatý (Epipactis muelleri) je vytrvalá bylina z rodu kruštík (Epipactis), která v České republice patří mezi silně ohrožené taxony (EN).

## Popis
Kruštík růžkatý je vzpřímená rostlina rostoucí jednotlivě nebo ve skupinách po několika jedincích. Dorůstá 20–45 cm (maximálně až 85 cm). Oddenek tohoto druhu kruštíku je krátký, vodorovný nebo i vystoupavý a má hodně dlouhých a širokých kořenů. Lodyha je porostlá drobnými chlupy a 2–4 šupinami ve spodní části. Největší list je dlouhý až 10 cm a široký až 4 cm, listů na rostlině narůstá 4–8. Květenství obsahuje proměnlivý počet květů – mezi 3 a 40. Barva květů je bělavá, se žlutým a zeleným nádechem. Hypochil (vnitřní část květu) je hnědo-nachový. Rostliny kvetou od poloviny června do první poloviny srpna. Plodem jsou zelené tobolky oválného tvaru s velkým množstvím semen.

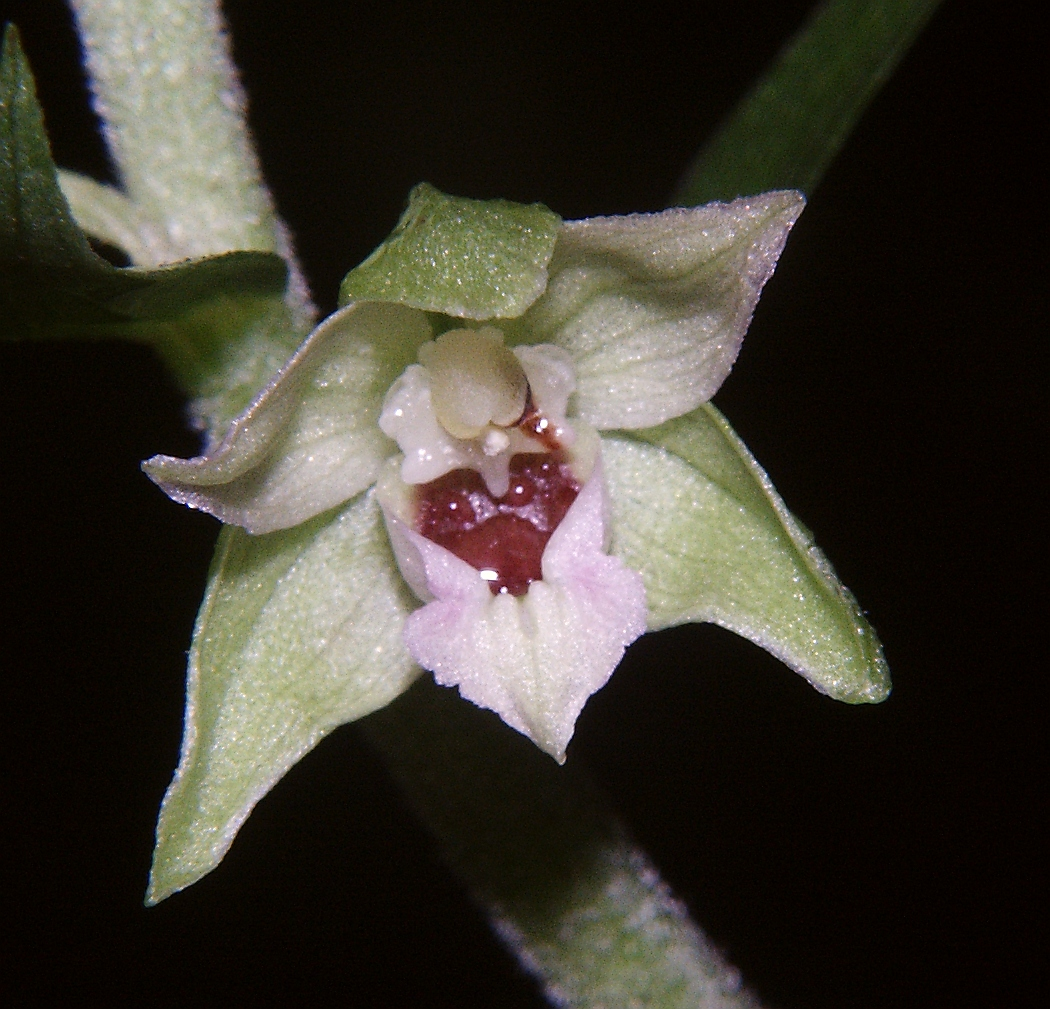
Detail květu

## Stanoviště a rozšíření
Kruštík růžkatý roste především v oblastech pahorkatin, výjimečně i v horských oblastech. Preferuje prosvětlené lesy (listnaté i jehličnaté), okraje lesů a osluněné stráně. Vyhledává vápnité půdy vyvinuté na bazickém podloží. Druh se vyskytuje především ve střední Evropě (kromě ČR i Slovensko, Německo, Rakousko), v Lucembursku, Belgii. Nevyskytuje se v jižní Evropě (jižní hranice výskytu je v jižní Francii, cca v polovině území Itálie a na Istrii). V Čechách je to vzácný druh – roste pouze na několika lokalitách ve východních a středních Čechách; hojnější je na Moravě (Moravský kras, Bílé Karpaty, Hostýnské vrchy aj.).

## Poznámka
Druh je často zaměňován s kruštíkem širolistým (Epipactis helleborine), proto nejsou rozšíření těchto druhů spolehlivě vymapována. Vzácně se s tímto druhem může i křížit.